# Mark Dyczkowski
Mark Dyczkowski (Londra, 29 agosto 1951 – Varanasi, 2 febbraio 2025) è stato un indologo e musicista britannico.

## Biografia
Mark S. G. Dyczkowski conseguì il B.A. in filosofia indiana nel 1973 a Londra e il M.A. presso la Benares University di Varanasi. Nel 1980 ottenne il dottorato in studi sul Sanscrito con specializzazione in Shivaismo kashmiro presso l'università di Oxford. Dyczkowski fu autore di numerosi testi e pubblicazioni riguardanti il tantrismo hindu.
Conferenziere molto attivo, Mark Dyczkowski fu inoltre un apprezzato suonatore di sitar. Visse per diversi in India, presso Varanasi.

## Opere

### In lingua originale
- The Doctrine of Vibration, State University of New York Press, Albany, New York, 1987.
- The Canon of the Śaivāgama and the Kubjikā Tantras of the Western Tradition, State University of New York Press, Albany, New York, 1987.
- The Stanzas on Vibration, State University of New York Press, Albany, New York, 1992.
- The Aphorisms of Śiva, State University of New York Press, Albany, New York, 1992.
- Kubjikā, Kālī, Tripurā and Trika, Monograph series vol. no. 20, The Nepal Research Centre, 2001.
- The Cult of the Goddess Kubjikā. A Preliminary Comparative Textual and Anthropological Survey of a Secret Newar Goddess, Monograph series vol. no. 21, The Nepal Research Centre, 2002.
- A Journey in the World of the Tantras, Indica Books, Delhi 2004.
- The Section concerning the Virgin Goddess of the Manthānabhairavatantra, 14 volumes, Indira Gandhi National Centre for the Arts in conjunction with DK Print World, Delhi.

### In lingua italiana
- La dottrina della vibrazione nello śivaismo tantrico del Kashmir, traduzione di Davide Bertarello, Adelphi, 2013.